# Wilhelm Scheuermann
Wilhelm Scheuermann (geboren 21. Juli 1879 in Glatz, Deutsches Reich; gestorben 13. August 1945 in Barraux, Frankreich) war ein deutscher Journalist und archäologischer Laienforscher.

Wilhelm Scheuermann (1917)

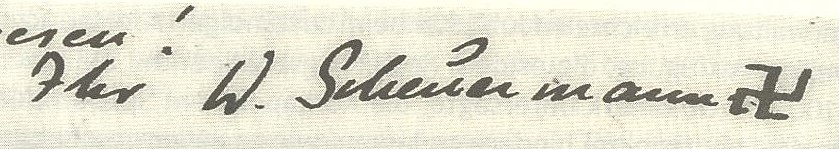

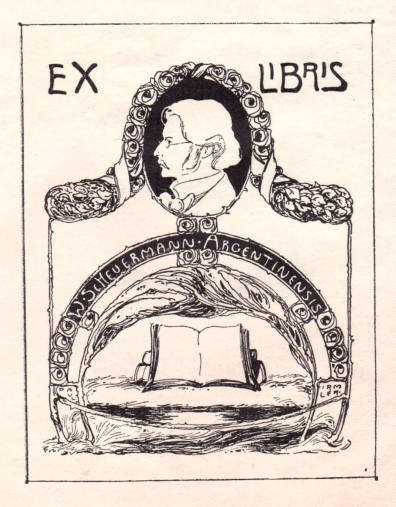
Paul Irmler: Wilhelm Scheuermann Exlibris (um 1901)

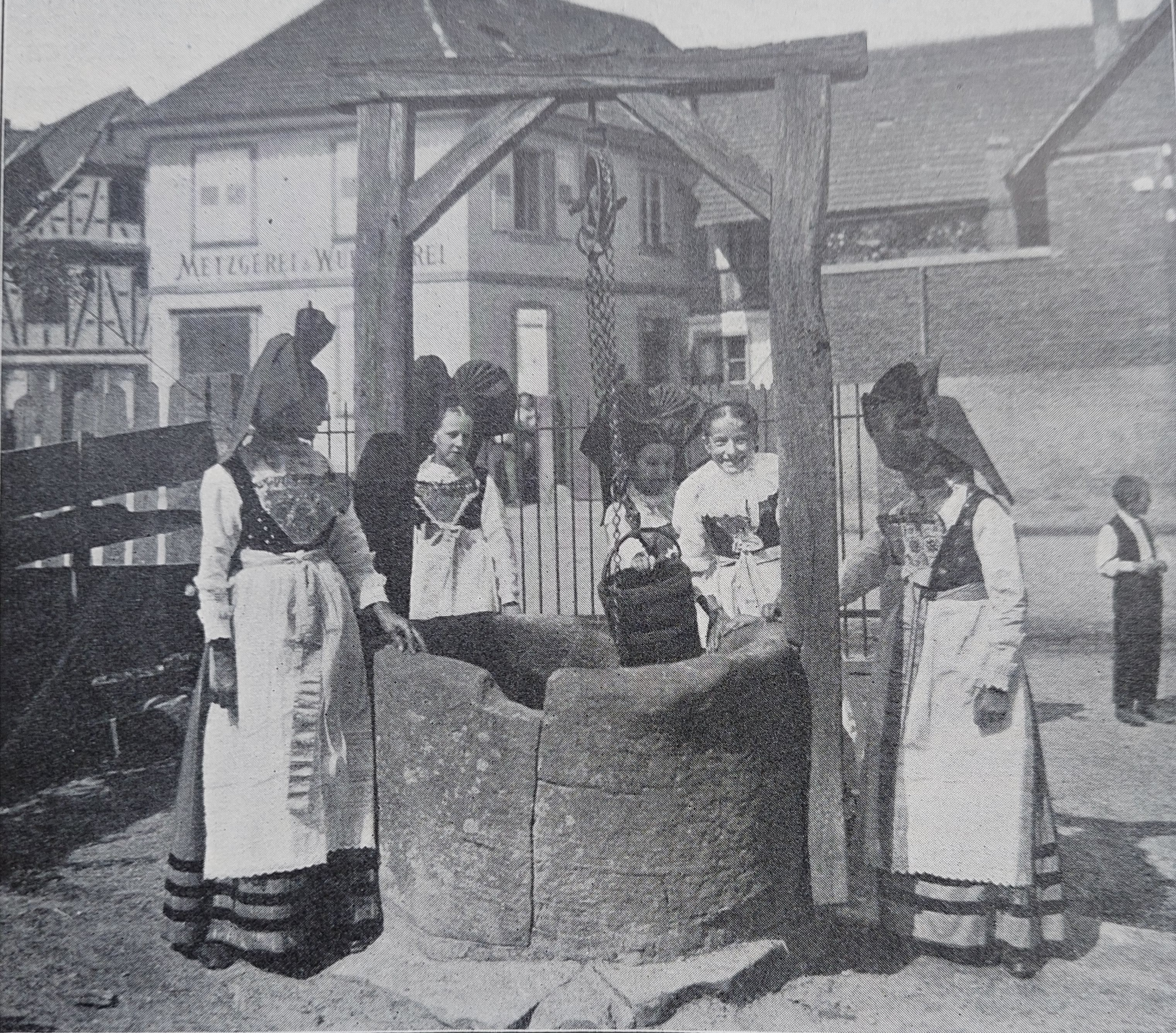
Einer der Fotobeiträge für Des Deutschen Vaterland (1913)

## Leben
Wilhelm Scheuermann war der Sohn des Verwaltungsbeamten Paul Scheuermann und der Maria Johanna Schmidt. Er hatte zwei Schwestern, die beide Lehrerinnen wurden. Sein Vater wurde Anfang der 1880er Jahre als Ministerialsekretariatsassistent nach Straßburg im Reichsland Elsaß-Lothringen versetzt. Scheuermann galt dort als „Altdeutscher“, er hingegen behauptete später, dass seine Familie aus dem Elsass stamme. Er besuchte das protestantische Jean Sturm Gymnasium, begeisterte sich schon früh für die Archäologie und sammelte als Jugendlicher Objekte aus dem Bodenaushub Straßburger Baustellen, als die kommunale Denkmalpflege sich noch nicht darum kümmerte. Scheuermann studierte Naturwissenschaften an der Kaiser-Wilhelm-Universität Straßburg ohne den angestrebten Abschluss zum Pharmazeuten zu erreichen und besuchte daneben Vorlesungen beim Mediävisten Rudolf Henning und beim Archäologen Eduard Thraemer.
1898/1900 nahm er an Ausgrabungen von Robert Forrer auf dem Odilienberg, in Achenheim und Stutzheim teil und war an der Publikation der Grabungsergebnisse beteiligt. Eine eigene Grabung führte er im Sommer 1899 mit Unterstützung der Straßburger Altertumsgesellschaft auf dem Koepfel durch. Scheuermann erwarb auch private Funde auf dem weitgehend ungeregelten Markt und legte für seine ständig wachsende Sammlung Verzeichnisse an, die allerdings im Zweiten Weltkrieg verloren gingen. Er sammelte daneben alles, was irgendwie mit der Natur- und Kulturgeschichte des Elsass zusammenhing und behauptete später, dass er im Altreich die größte elsässer Sammlung besitze.
Scheuermann schrieb Kunst- und Literaturkritiken für die Straßburger Tageszeitung Der Elsässer und gab mit dem befreundeten Maler Henri Loux den kurzlebigen „Neuen Elsässer Bilderbogen“ heraus. 1906 zog er nach Berlin und arbeitete die nächsten 25 Jahre als festangestellter Kulturredakteur für die überregionale Deutsche Tageszeitung (DTZ), die im Kaiserreich dem politisch und gesellschaftlich reaktionären Alldeutschen Verband nahestand und in der Weimarer Republik der antirepublikanischen, antidemokratischen und antisemitischen Deutschnationalen Volkspartei (DNVP). 1907 heiratete Scheuermann Frieda Hempel, sie hatten vier Kinder und lebten ab 1910 in Berlin-Lichterfelde. Scheuermann sorgte 1913 mit seinen nationalistischen Kritiken in der DTZ mit dafür, dass Gerhart Hauptmanns Festspiel in deutschen Reimen in der Breslauer Jahrhunderthalle abgesetzt wurde. 1914 heizte er die allgemeine Kriegseuphorie an, für sich selbst konnte er es mit einem vorgeblichen Herzleiden vermeiden, eingezogen zu werden. Er wurde als einer der wenigen Kriegsberichterstatter beim Großen Hauptquartier (GH) in Charleville zugelassen, von wo er im Laufe des Krieges an die 400 Berichte von der Westfront mit der Feldpost an die DTZ schickte, sowie weitere Berichte als Drahtmeldungen. 200 Zeitungen im Reich druckten seine durch die Zensur gegangenen Berichte. Scheuermann machte auch Fotoaufnahmen, die er in seinem Büchlein über Mézières-Charleville veröffentlichte. Scheuermann wurde für seine Berichterstattung im Sinne der Heeresleitung mit dem Eisernen Kreuz II. Klasse ausgezeichnet und erhielt außerdem den Albrechts-Orden, das Lippesche Verdienstkreuz, das Oberschlesier-Kreuz und das Kärntner Kreuz. Nach der deutschen Kapitulation 1918 wurden Scheuermanns Eltern als Altdeutsche aus dem Elsass, das nun wieder zum französischen Staat gehörte, ausgewiesen.
Scheuermann erwarb 1919 mit einem Bankkredit in Freienbrink in Brandenburg ein Obstgut mit einem 1896 gebauten Gutshaus, in dem er seine Bibliothek und seine zusammengekauften Sammlungen lagern konnte. Scheuermann berichtete für die DTZ von der Weimarer Nationalversammlung und gehörte Ende April 1919 zu den ausgewählten deutschen Journalisten, die die deutschen Delegierten zu den Friedensverhandlungen in Versailles begleiten durften. In Frankreich wurde Scheuermann beschuldigt, während der deutschen Besetzung Frankreichs Antiquitäten aus seiner vom deutschen Militär requirierten Dienstwohnung entwendet zu haben und wurde am 24. Juni inhaftiert. Da die deutsche Delegation diplomatischen Protest einlegte, und weil der französische Ministerpräsident Georges Clemenceau an einer baldigen deutschen Vertragsunterzeichnung interessiert war, wurde Scheuermann bereits am 26. Juni aus der Untersuchungshaft entlassen. Gleichwohl verfolgte ihn nun das Odium des Räubers und Kriegsgewinnlers, und er wurde von Siegfried Jacobsohn im Juli und August 1919 in der Weltbühne vorgeführt, woraufhin Scheuermann das Recht einer Gegendarstellung (Es ist unwahr – wahr ist) gemäß Reichspressegesetz eingeräumt werden musste. Scheuermann gewann im Gegenzug Beleidigungsprozesse gegen Jacobsohn und den ehemaligen Kriegsberichterstatter Paul Schweder, sowie gegen den Redakteur der SPD-Zeitung Vorwärts Alfred Scholz und den Journalisten Erich Köhrer.
Scheuermann berichtete für die DTZ 1924 vom Hitler-Ludendorff-Prozess aus München mit offener Parteinahme für die Angeklagten, vom Haarmann-Prozess aus Hannover, vom Tscheka-Prozess in Leipzig und vom Barmat-Prozess aus Berlin. 1925 war Scheuermann als Korrespondent der DTZ in Locarno und wurde von Emery Kelen auf dem Ausflugsdampfer in der Diskussion mit Aristide Briand gezeichnet.
Scheuermann engagierte sich gemeinsam mit seinem DTZ-Redaktionskollegen Erich Metzger, der in Berlin–Lichterfelde wohnte, für die Tageszeitung Gubener Tageblatt, die 1806 gegründete und damit älteste Zeitung der Niederlausitz, die seit 1876 als Tageszeitung erschien. Im September 1929 gründete Scheuermann gemeinsam mit Metzger die Verlagsgesellschaft Niederlausitz mbH, Sitz Guben, mit jeweils 15.000 Reichsmark Gesellschaftsanteil. Sie brachten in die GmbH auch ihre handelsgerichtlich nicht eingetragene Firma Gubener Tageblatt Verlagsgesellschaft, die Druckerei und Verlag des Gubener Tageblatts betrieb, in die neue GmbH mit 45.000 Reichsmark Stammkapital ein. Die GmbH übernahm damit den gesamten Zeitungsbetrieb. Als Geschäftsführer beriefen sie Generalmajor a. D. Karl Schmidt-Klewitz aus Berlin-Friedenau. Das Gründungsmotiv ist nicht klar, zumal eine operative Tätigkeit von Scheuermann, Metzger und Schmidt-Klewitz wohl kaum beabsichtigt war. Vermutlich stellten sie sich als Strohmänner zur Verfügung – ob als privater Freundschaftsdienst oder für geschäftliche Interessen.
Im Juli 1930 beriefen die Gesellschafter Schmidt-Klewitz als Geschäftsführer ab und beriefen zwei Nachfolger, den Gubener Journalisten Hans Krieger (vermutlich Alleinredakteur und Drucker des Blattes) und den Gubener Kaufmann Oskar Lachmann. Offenbar geriet die Verlagsgesellschaft Niederlausitz in einen Streit mit dem früheren Verlag Gubener Tageblatt GmbH, weil Ko-Geschäftsführer Krieger weiterhin die alten Satz-, Stereotypie- und Druckmaschinen des Gubener Tageblatts nutzte. Die Gubener Tageblatt GmbH (in Liquidation) ließ die Maschinen bei der Verlagsgesellschaft Niederlausitz durch den Gerichtsvollzieher pfänden und verklagte Krieger im Februar 1933. Lachmann war jüdischer Herkunft. Im Zuge der Hinausdrängung jüdischer Journalisten und Verleger schied er 1934 als Geschäftsführer aus. In einem Verzeichnis von 1934 listete Erich Unger, der Pressewart und Schulungsleiter im NSDAP-Gau Groß-Berlin war, die zum 1. Januar 1934 bestehenden NSDAP-Parteizeitungen auf. Als Nr. 2645 führte er das Gubener Tageblatt (Adresse Uferstr. 4). Das war ein noch relativ früher Zeitpunkt der nationalsozialistischen Politik der Konzentration und Ausdünnung der Presselandschaft. Scheuermanns Geschäftspartner Metzger war zu diesem Zeitpunkt bereits Hauptschriftleiter (Chefredakteur) des Berliner Lokal-Anzeigers im vom Hugenberg-Konzern kontrollierten Verlag August Scherl geworden, dürfte also keinerlei berufliches oder wirtschaftliches Interesse gehabt haben. Die Übernahme dieser kleinen Provinzzeitung durch einen NSDAP-Verlag dürfte sehr einfach und geräuschlos vor sich gegangen sein. Das Ziel war vermutlich von vornherein, die Kleinzeitung vom Markt zu nehmen, um die größere NSDAP-Gauzeitung zu stärken. Das Gubener Tageblatt erschien letztmalig am 30. April 1936.
In der Weltwirtschaftskrise wurde Scheuermann 1932 vom Verleger der DTZ Helmut Rauschenbusch abgebaut und wurde arbeitslos. Da auch sein Bauernhof, der von Frau und Sohn bewirtschaftet wurde, von der Deflation betroffen war, hatte Scheuermann große finanzielle Probleme, die noch gesteigert wurden, als er Kredite nicht bedienen konnte. Er widmete sich der Schriftstellerei völkischer Themen, befeuerte die allgemeine Spintisiererei über das Germanentum und schrieb eine Broschüre über das Hakenkreuz, die nach der Machtübergabe an die Nationalsozialisten 1933 von Ernst Rowohlt verlegt wurde. Der Pestalozzi-Fröbel-Verlag in Leipzig produzierte mit Scheuermann eine Lehrtafel zum Hakenkreuz. Bei Rowohlt erschien im Frühjahr 1933 auch ein von Scheuermann zusammengestellter Fotoband zur Nationalsozialistischen Revolution unter dem Titel Ein Volk steht auf. Ende 1933 erhielt Scheuermann die Max-Eyth-Denkmünze der Deutschen Landwirtschafts-Gesellschaft. Scheuermann versäumte es, als Deutschnationaler zeitig der NSDAP beizutreten und hatte daher Schwierigkeiten, sich als Kandidat für eine feste Stelle bei einer der sprießenden nationalsozialistischen Organisationen wie Ahnenerbe zu empfehlen, auch gelang es ihm nicht, wenigstens Teile seiner umfangreichen Sammlungsbestände in dem nationalsozialistischen Umfeld zu platzieren.
Im Zweiten Weltkrieg ging Scheuermann nach dem Westfeldzug 1940 wieder ins Elsass und versuchte sich der deutschen Zivilverwaltung und den NSDAP-Parteiorganisationen anzudienen. Er arbeitete als freiberuflicher Redakteur für die
Straßburger Neuesten Nachrichten und erhielt ab 1941 eine gutdotierte Stelle im Stadtarchiv. Für die Stadt Straßburg erwarb er Nachlassrelikte Oberlins von dessen Urenkel. Nach der Befreiung Straßburgs durch die Alliierten wurde Scheuermann im Dezember 1944 vom französischen Befehlshaber Jacques-Fernand Schwartz aus seiner Beschäftigung bei der Stadt formell entlassen. Scheuermann kam am 15. Dezember 1944 in Internierungshaft, zunächst im von den Franzosen umgewidmeten Lager Natzweiler-Struthof und dann im Fort Barraux, wo er im August 1945 an Unterernährung starb. Sein Leichnam wurde später in die Kriegsgräberstätte Dagneux umgebettet.
Scheuermanns Büchersammlung, die viele Alsatica enthielt, wurde nach seinem Ableben an verschiedene Institute in Straßburg verteilt, die archäologischen Objekte, die er 1940 nach Straßburg gebracht hatte, gingen an das Musée archéologique de Strasbourg. Die noch in Freienbrink verwahrten Kisten mit archäologischen Funden wurden zwischengelagert, verwahrlosten und gingen schließlich 1954 an das Märkische Museum in Ostberlin, ohne dort aufgearbeitet zu werden, seine Schmetterlingssammlung wurde durch Mottenfraß zerstört.

## Schriften (Auswahl)

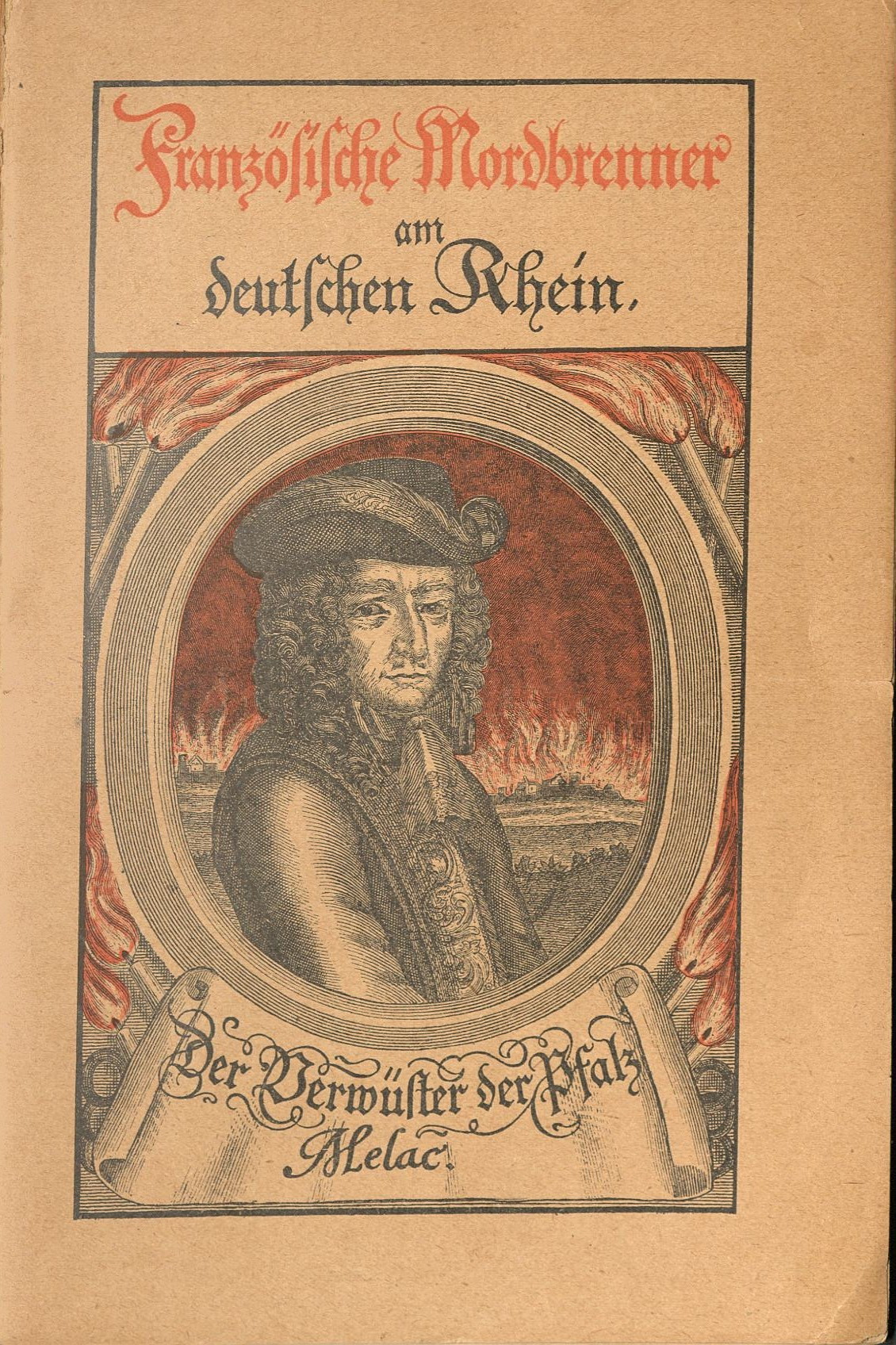
Französische Mordbrenner am deutschen Rhein. Der Verwüster der Pfalz Melac (1923)

- Hermann Müller-Bohn (Hrsg.): Des Deutschen Vaterland. Stuttgart : Belser, 1913 (darin ein Beitrag zum Elsaß und einige Fotos von Scheuermann)
- Mézières-Charleville. Ein Führer durch Mézières-Charleville und die nächste Umgebung. Charleville : Gazette des Ardennes, 1917
- Französische Mordbrenner am deutschen Rhein. Der Verwüster der Pfalz Melac. Berlin : Deutscher Schutzbund, 1923
- Woher kommt das Hakenkreuz? Berlin : Rowohlt, 1933
- Deutsche Wappenkunde. Leipzig : Pestalozzi-Fröbel-Verlag, 1935
- Nationalheiligtum Tannenberg. Leipzig : Pestalozzi-Fröbel-Verlag, 1936
- Ein Mann mit Gott. Das Lebenswerk Joh. Friedr. Oberlins. Berlin : Rowohlt, 1937
- Elsässisches Merkbüchlein für alle Tage des Kalenderjahres. Straßburg : Hünenburg-Verlag, 1942